# Oene Bottema
Oene Bottema (Groningen, 25 december 1901 - Delft, 30 november 1992) was een Nederlandse wis- en natuurkundige, hoogleraar zuivere en toegepaste wiskunde en mechanica aan de Technische Hogeschool Delft, afdeling der algemene wetenschappen, en rector magnificus van 1951 tot 1959. Hij publiceerde enige werken over meetkunde en de mechanica.

## Leven en werk
Na de HBS studeerde Bottema wis- en natuurkunde aan de Rijksuniversiteit Groningen van 1919 tot 1924, en promoveerde aan de Universiteit van Leiden in 1927 bij Willem van der Woude met het proefschrift over meetkunde, getiteld "De figuur van vier kruisende rechte lijnen."
Bottema was in 1924 begonnen als wiskundedocent in het middelbaar onderwijs in Hengelo, en werkte ook enige jaren als schooldirecteur. In 1930 kreeg hij daarnaast een aanstelling als privaatdocent aan de Rijksuniversiteit Groningen met als leeropdracht "byzondere hoofdstukken der meetkunde." Op 20 oktober 1931 gaf hij voor deze gelegenheid een openbare les, getiteld "De meetkunde als invariantentheorie."
In 1941 werd Bottema benoemd tot hoogleraar zuivere en toegepaste wiskunde en mechanica aan de Technische Hogeschool Delft. Van 1951 tot 1959 was hij tevens rector magnificus van de hogeschool, en in 1971 kreeg hij eervol ontslag. Bottema is onderscheiden met Ridder in de Orde van de Nederlandse Leeuw en bevorderd tot Commandeur in de Orde van Oranje-Nassau.
De stelling van Bottema is naar hem genoemd.

## Rector magnificus
Bottema was rector magnificus aan de Technische Hogeschool Delft van 1951 tot 1959. In de rectoraatsrede ter opening van het academische jaar in september 1956 meldde Bottema, dat er toen 5138 studenten stonden ingeschreven bij de Technische Hogeschool Delft.
Een ander hoogtepunt van Bottema's optreden als rector was het bezoek van de Nederlandse ministerraad op 28 oktober 1957. Verder was er op 27 maart 1958 bezoek van prins Bernard en prins Philip aan het gebouw voor Werktuig- en Scheepsbouwkunde, met demonstraties van machines in het Laboratorium voor Scheepsconstructies van de TH Delft. Later dat jaar was er nogmaals koninklijk bezoek, en in zijn laatste jaar reikte Bottema namens de TH Delft een eredoctoraat uit aan John Douglas Cockcroft (zie afbeeldingen).

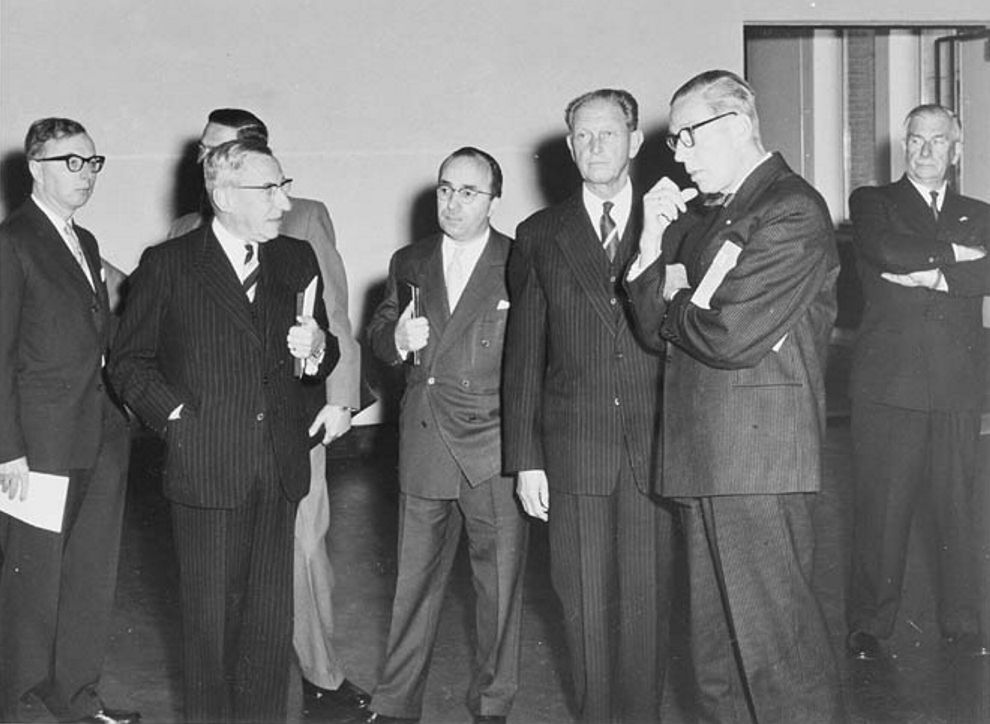
Ministerraad op bezoek bij de TH Delft, 1957
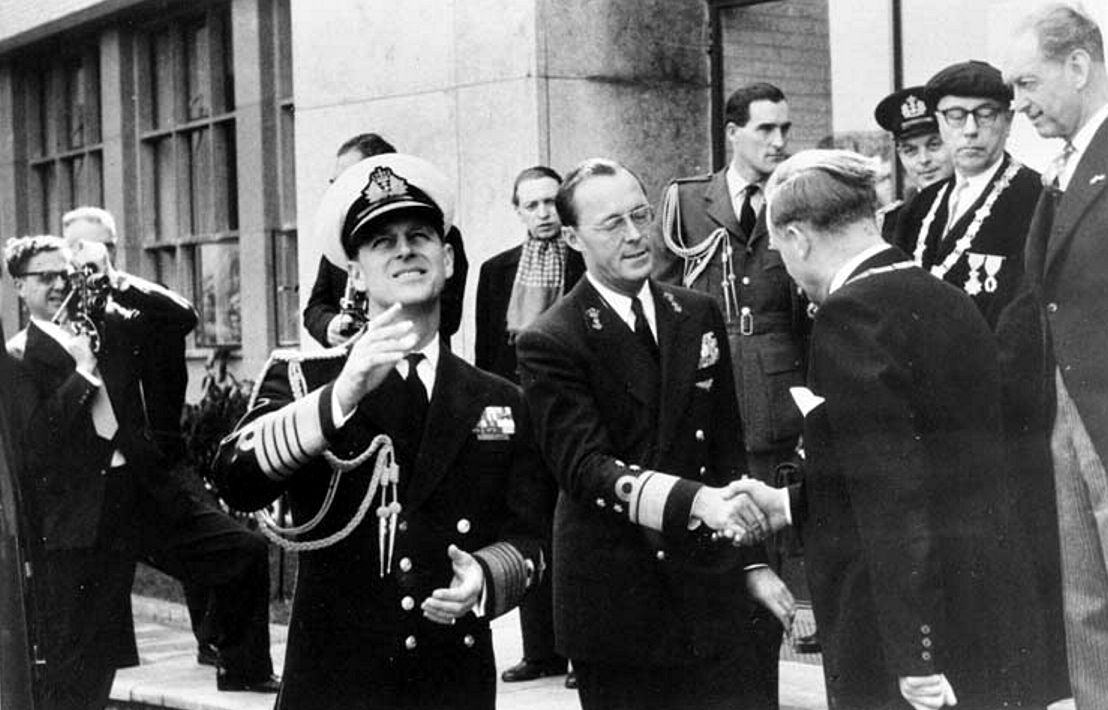
Prinselijk bezoek op TH Delft, maart 1958
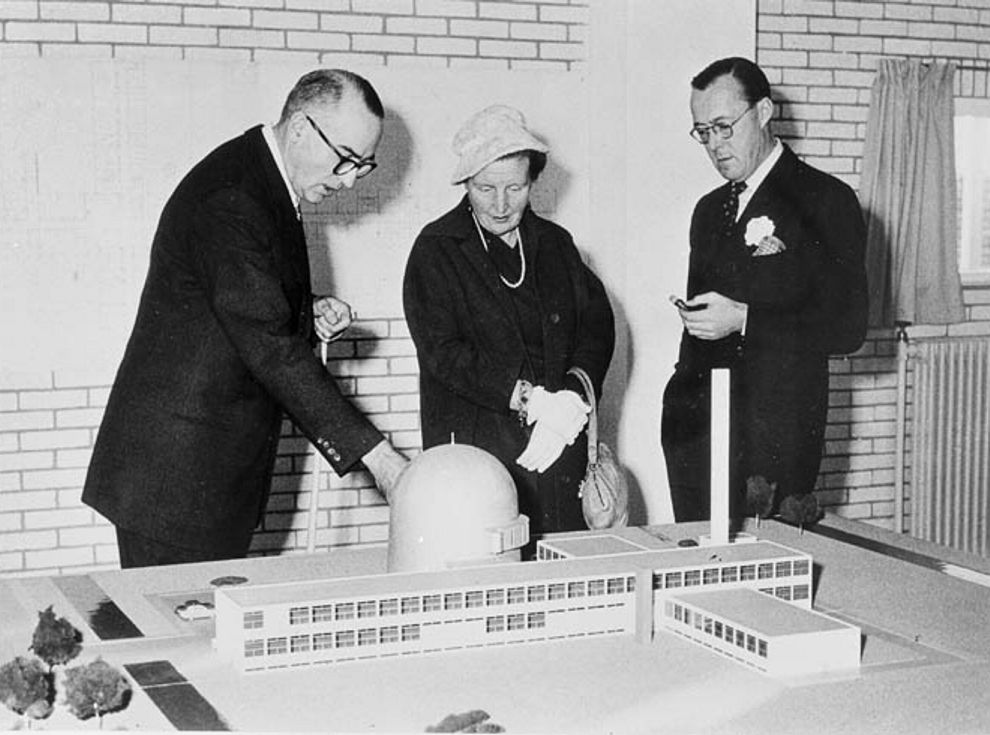
Koninklijk bezoek aan TH Delft op 21 november 1958.
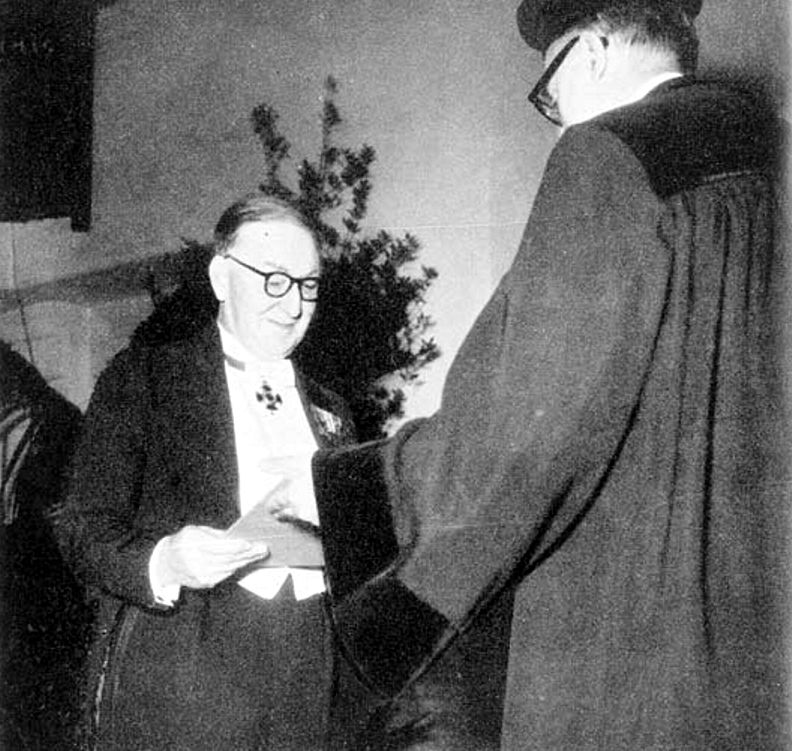
John Douglas Cockcroft ontvangt eredoctoraat, 1959
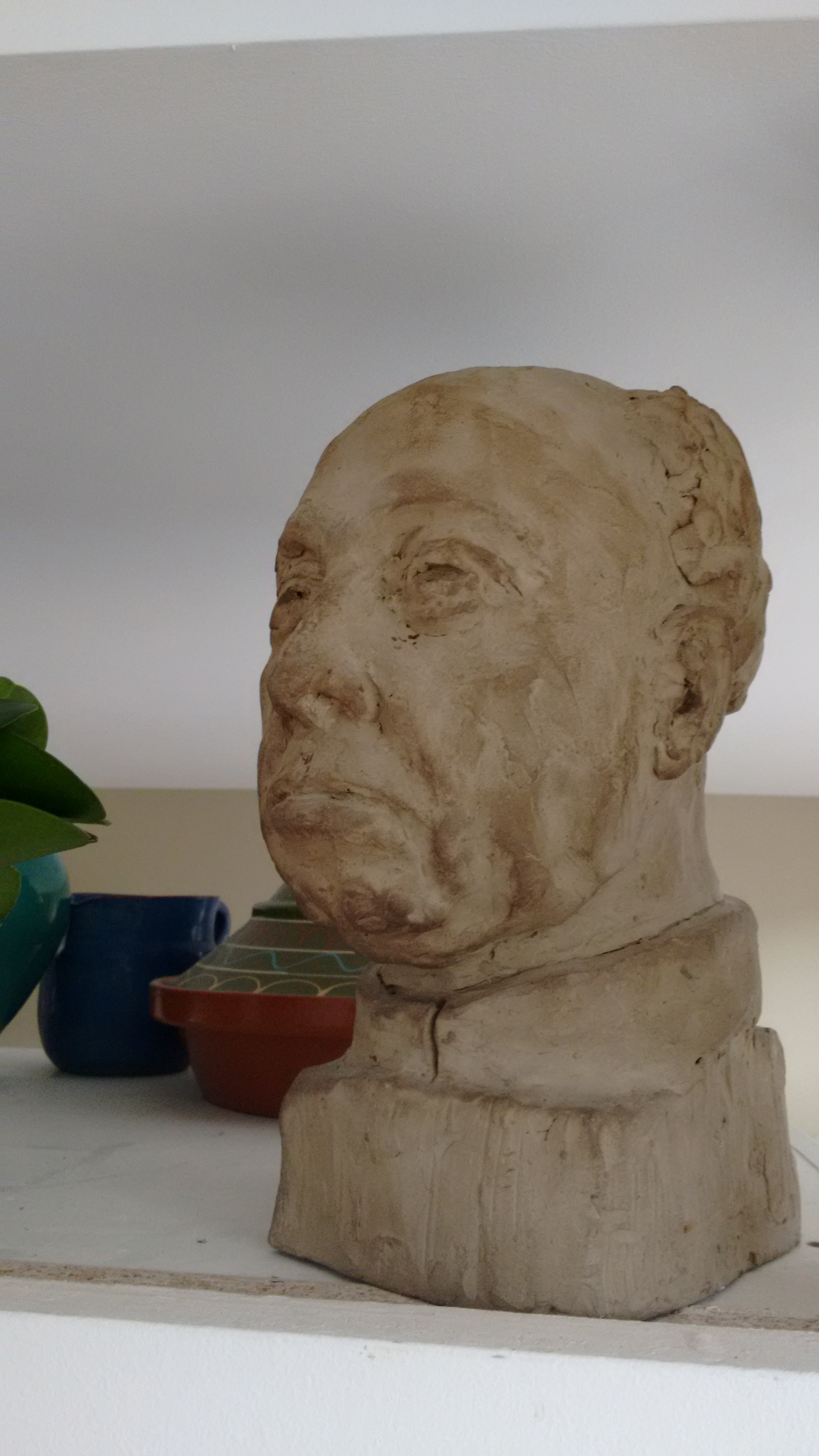
Gebeeldhouwd hoofd van Bottema door een van zijn studenten, F.H. Kreuger, circa 1957

## Publicaties, een selectie
- O. Bottema. Hoofdstukken uit de elementaire meetkunde, Den Haag : Servire, 1944.
Inmiddels verscheen de derde editie, Amsterdam: Epsilon, 1997, ISBN 9789050410441
Vertaald naar het Engels: Topics in Elementary Geometry, New York: Springer-Verlag, 2008, ISBN 9780387781303.
- O. Bottema (red.) Mechanica. 5 delen. Amsterdam : Scheltema & Holkema, 1970-1975.
- Bottema, Oene, and Bernard Roth. Theoretical kinematics. Amsterdam ; Oxford : North-Holland Publishing Co, 1979.